# Petr Šíma
Petr Šíma (* 25. února 1983), je český fotbalový obránce, účastník Mistrovství světa ve fotbale hráčů do 20 let 2003 ve Spojených arabských emirátech. Momentálně působí v druholigovém týmu FK Baník Sokolov.

## Klubová kariéra
První fotbalové krůčky začal v šesti letech v domovském Koutě na Šumavě. V jedenácti letech se přesunul do Domažlic. Stále byl v kategorii žáků, když přestupoval do Plzně do týmu 1. FC Plzeň. Od sezóny 1998/99 se už stal hráčem jiného plzeňského klubu – FC Viktoria Plzeň. Na jaře 2003 byl na hostování v divizních Rokycanech a poté krátce i v prvoligových Blšanech. V sezoně 2004/05 pomohl k postupu Viktorie do první ligy. Zvlášť na podzim sezony 2006/07 si vydobyl pevné místo na levém kraji plzeňské zálohy. V průběhu sezóny 2007/08 o své místo ale přišel. V zimní přestávce přestoupil do Českých Budějovic, kde vydržel až do léta 2011, kdy uskutečnil zatím poslední přestup. Do konce roku byl hráčem FK Senica. V jarní části sezóny 2011/12 hostoval v brněnské Zbrojovce.

## Reprezentace
Reprezentoval ČR na Mistrovství světa hráčů do 20 let 2003 ve Spojených arabských emirátech, kde český tým po remízách 1:1 s Austrálií a Brazílií a porážce 0:1 s Kanadou obsadil nepostupové čtvrté místo v základní skupině C. Petr nastoupil ke všem třem zápasům v základní sestavě.